# Scarriff–Tuamgraney
Scarriff–Tuamgraney (irisch An Scairbh–Tuaim Gréine; dt.: „die felsige Furt“/„Grab der Grian“) ist ein aus statistischen Gründen erfasster Doppelort im County Clare im mittleren Westen der Republik Irland. Die beiden Orte Scarriff und Tuamgraney liegen am südwestlichen Rand des Lough Derg. Die Einwohnerzahl beider Orte mit den umgebenden Townlands wurde bei der Volkszählung 2022 mit 854 Personen ermittelt.
Scarriff und Tuamgraney liegen weniger als 600 Meter auseinander. Die Geschichte beider Orte sind eng miteinander verwoben.